# Intoxicació per bolets
La intoxicació per bolets fa referència a la simptomatologia apareguda després de la ingesta de substàncies tòxiques presents en els bolets. La seva simptomatologia pot anar de lleu a greu segons l'espècie. Moltes espècies de bolets tenen característiques en comú, com el color, formes, mida, etc; això comporta la confusió alhora de recollir bolets.

## Epidemiologia
La majoria de les intoxicacions solen produir-se a la tardor, caps de setmana i es desencadenen en grup, és a dir, que hi ha més d'una persona afectada. No hi ha diferència entre sexes però si en franja d'edat. Els adults són la població que més incidència presenta. La mortalitat associada és més elevada en nens i persones d'edat avançada.
La majoria de les intoxacions són lleus, i es presenten en forma de quadres gastrointestinals. Només una petita part de les intoxicacions són greus i les toxines ingerides poden causar alteracions hepàtiques, renals i neurològiques. Si és fa un diagnòstic precoç i un posterior tractament la mortalitat disminueix del 50% al 10%.

## Signes i símptomes
Els signes i símptomes de les intoxicacions depenen de l'espècia de bolet que s'hagi ingerit. Algunes dels símptomes més comuns són dolor abdominal, diaforesi, nàusees, vòmits, diarrees fètides i abundants.
Les toxines que contenen els bolets són molt variades i, com a conseqüència, poden desencadenar signes i símptomes diferents i variats segons edat i estat de salut de la persona. Els símptomes es poden presentar al cap de poca estona de la ingesta o bé hores després. L'aparició dels primers símptomes d'intoxicació requereix una assistència precoç per fer un bon diagnòstic i evitar posteriors complicacions. Les primeres hores són essencials.
Els símptomes es poden classificar segons el temps d'aparició. Així doncs, poden distingir en aparició primerenca o tardana.
1. Intoxicacions d'incubació curta: Els signes i símptomes apareixen en menys de cinc a sis hores després de la ingesta de la toxina. Provoca malestar i dolor. Per tant, cal anar al metge per evitar possibles complicacions. Tot i així, l'aparició primerenca de la simptomatologia sol anar associada a una intoxicació lleu per bolets. L'alteració gastrointestinal representa el 50% de les intoxicacions. Són d'aparició primerenca i tenen bon pronòstic.
2. Intoxicacions d'incubació llarga: Els signes i símptomes apareixen en el llindar de més de 5-6 hores des de la ingesta de la toxina. Solen ser més greus i causades pel conegut bolet verinós Amanita phalloides. Cal un diagnòstic precoç i un posterior tractament eficaç per evitar possibles complicacions hepàtiques, renals i neurològiques.[6]

## Toxicitat
La toxina alfa-amanitina és extremadament tòxica: n'hi ha prou amb 5 mg d'aquesta toxina per a produir la mort d'un adult.
Un bolet mitjà conté 30 a 90 mg d'aquesta substància.
Un dels òrgans més afectats és el ronyó. Després de la ingestió d'aquestes toxines, la seva funcionalitat es veu afectada, transitòria o permanentment, i es fa imprescindible l'ús de programes alternatius de filtratge de la sang (hemodiàlisi). D'aquesta manera, la insuficiència renal és una de les característiques principals de la toxina denominada orellanina, present, per exemple, en el Cortinarius orellanus.
Les amatoxines i fal·lotoxines de les amanites alteren el funcionament gastrointestinal, provocant gastroenteritis, deshidratació, convulsions i deliris.
La giromitrina provoca febre, i trastorns digestius i nerviosos que poden conduir al coma.
Els efectes patològics de l'hemolisina es caracteritzen per la destrucció dels glòbuls vermells de la sang. És el que ocorre quan Amanita rubescens es cuina poc i no s'arriba a destruir la toxina per acció de la calor.
Existeixen altres toxines que provoquen confusió, visions irreals, eufòria i agitació. La psilocybina, psilocina i bufotenina són presents en determinats bolets al·lucinògens com els gèneres Psilocybe i Amanita. La muscaridina, present en Amanita muscaria, provoca efectes en el sistema nerviós.
La coprina, associada a la ingesta d'alcohol, produeix reaccions gastrointestinals, angoixa i taquicàrdia, entre altres símptomes.

## Diagnòstic
Davant l'aparició de signes i símptomes després de la ingesta de bolets cal adreçar-se al metge per fer un bon diagnòstic i un tractament precoç per evitar complicacions associades. Si la intoxicació s'associa a un bolet en concret, es recomana portar-lo a urgències per facilitar la detecció de l'espècie i el tòxic que ha desencadenat la intoxicació. Les persones que hagin consumit el mateix bolet i no presentin símptomes també han de ser explorades per evitar futures complicacions.
El consum de diferents espècies de bolet dificulta la detecció del tipus que ha provocat la intoxicació. Sovint, els símptomes són mixtes.
El diagnòstic es fa mitjançant una mostra d'orina per detectar el bolet, no totes les espècies, que ha desencadenat la intoxicació.

## Bolets tòxics a Catalunya
A Catalunya hi ha tota una sèrie de bolets tòxics. Els més freqüents són:

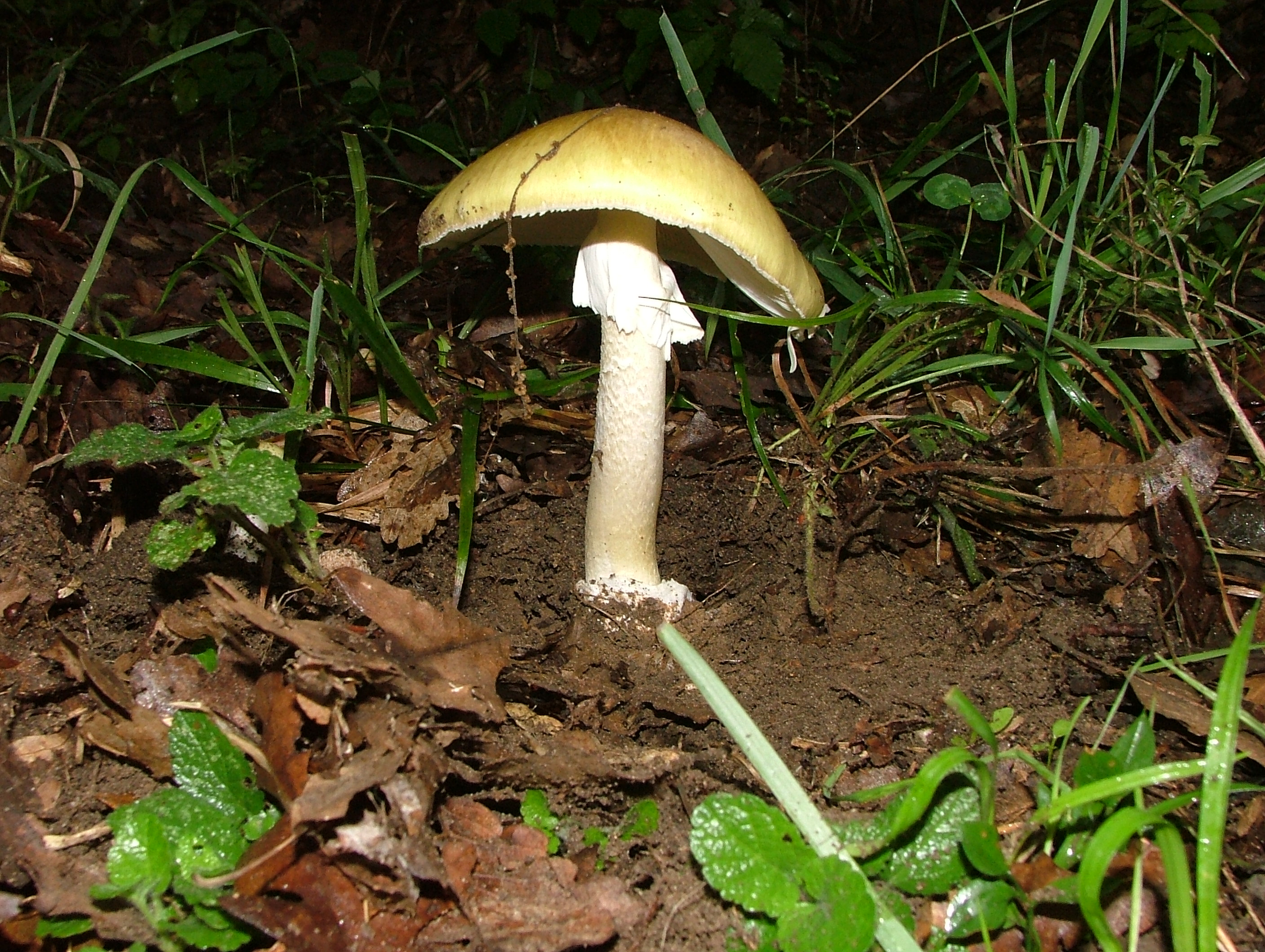
Farinera borda (Cogoma borda, farinot, pentinella borda, Amanita phalloides)
- Altres farineres com Amanita verna i Amanita virosa
- Bolets de mantellina (Cortinarius orellanus, Cortinarius cinnabarinus, Cortinarius sanguineus i d'altres)
- Bolet de greix (Gyromitra gigas, Gyromitra esculenta, Gyromitra infula)
- Reig bord (Reig de fageda, reig vermell. Matamosques, reig de foll, oriol foll, reig tinyós, Amanita muscaria)
- Pixacà (Pigat, pigat bord, Amanita pantherina)
- Gírgola d'olivera (Bolet d'oliu, Omphalotus olearius)
- Fredolic metzinós (Tricholoma pardinum)
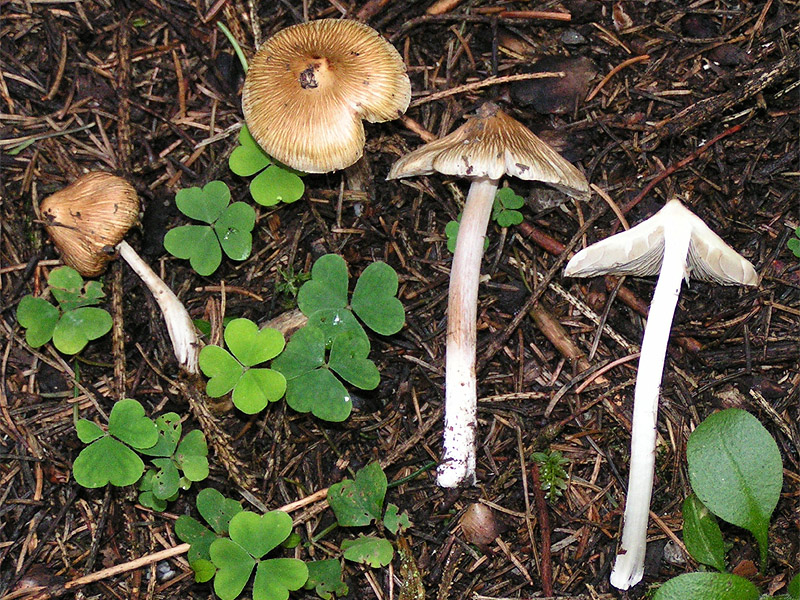
Barrets de bruixa, frares (Inocybe rimosa [I. fastigiata], Inocybe erubescens [I. patouillardii] i d'altres)
- Candeletes (Clitocybe dealbata, Clitocybe phyllophila, Clitocybe rivulosa i d'altres)
- Mataparents, matagent (Boletus satanas)
- Palometes (Lepiota brunneoincarnata, Lepiota helveola, Lepiota cristata i d'altres)
- Galerina metzinosa (Galerina unicolor [G. marginata])
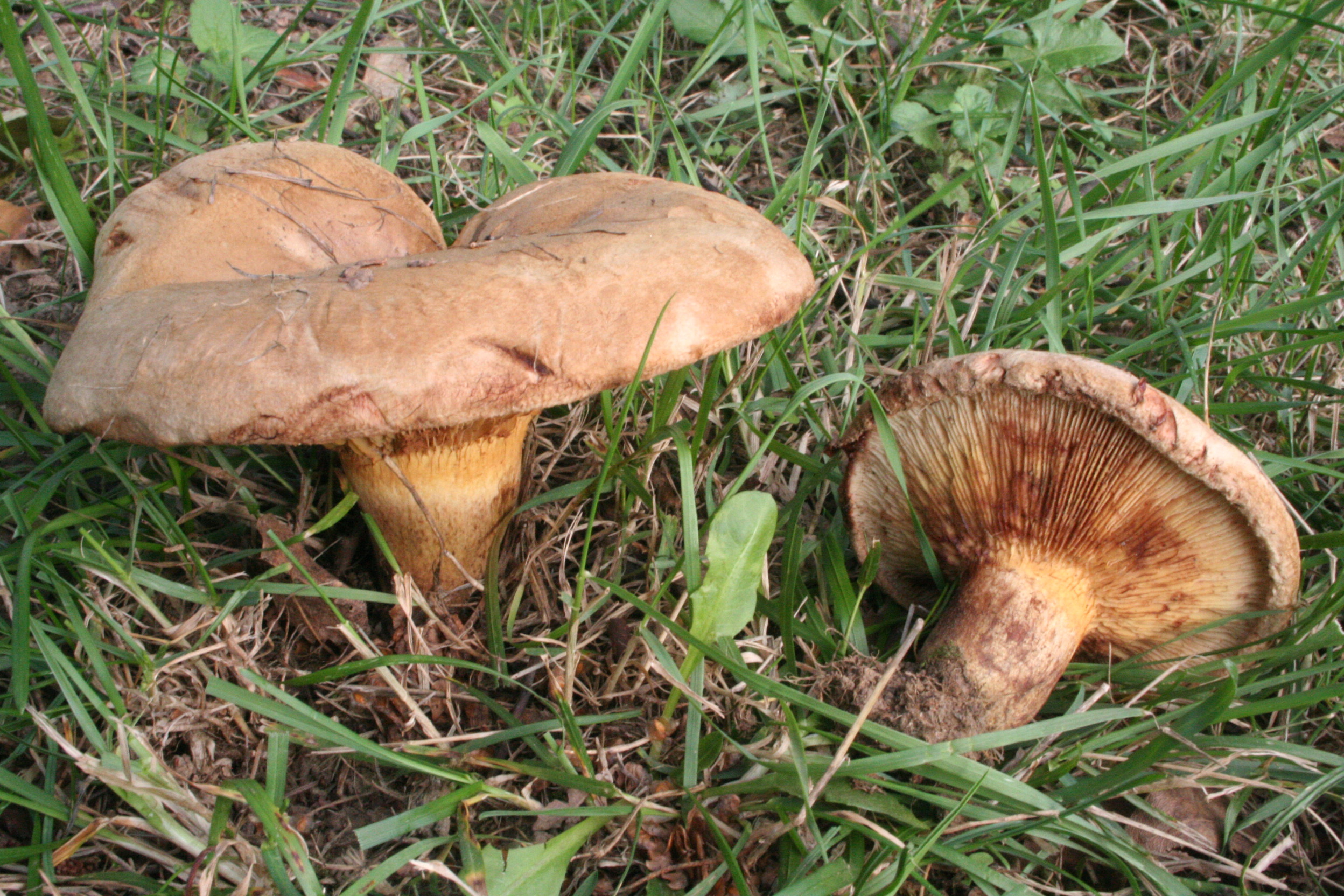
Paxil·le tòxic (Paxillus involutus)
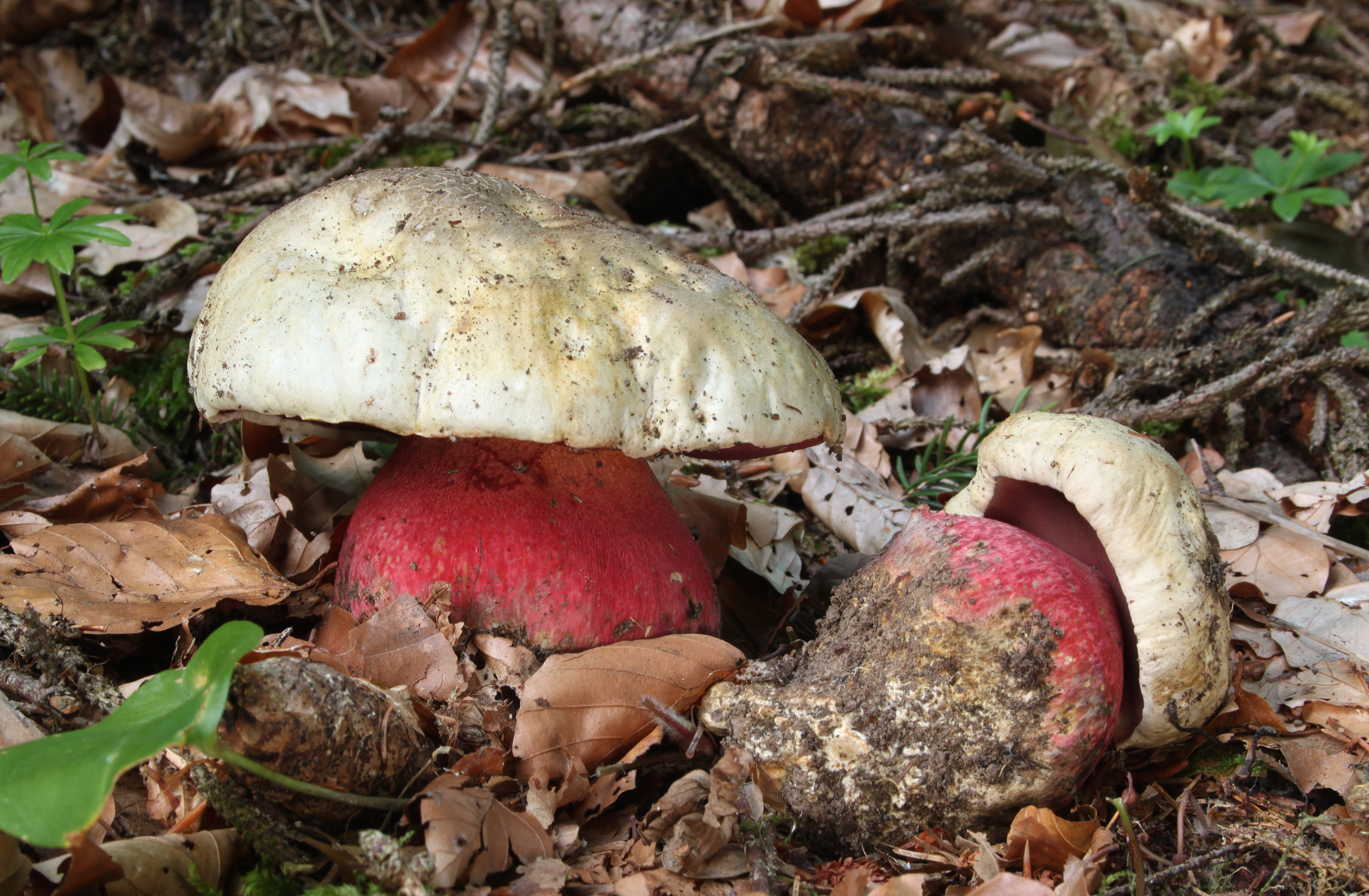
Matagent (Boletus satanas)
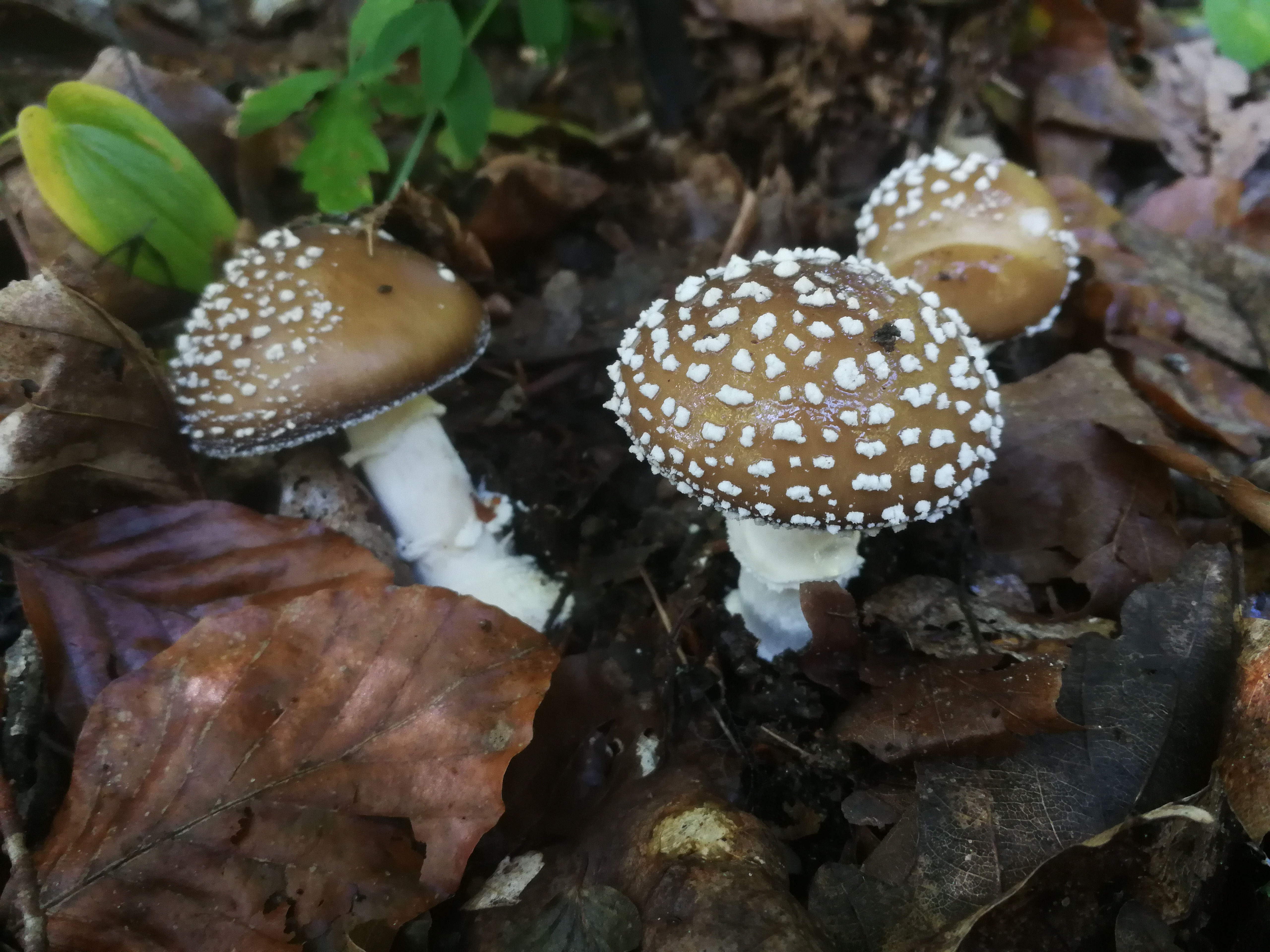
Pixacà (Amanita pantherina)

- Carner bord (Fals carlet, Entoloma lividum)

- Fitxer:Amanita_Phalloides.JPGFarinera borda (Amanita phalloides)
- Fitxer:Inocybe_rimosa.jpgBarrets de bruixa (Inocybe rimosa)
- Fitxer:Paxillus_involutus_20061015w.jpgPaxil·le tòxic (Paxillus involutus)
- Fitxer:Satans-Röhrling_Boletus_satanas.jpgMatagent (Boletus satanas)
- Fitxer:Amanita_pantherina_ts4.jpgPixacà (Amanita pantherina)

## Recol·lecció a Europa
Un micòleg o recol·lector de bolets experimentat sabrà que espècies tenen un aspecte fàcil de confondre, provocant un enverinament. A Europa, especialment en les zones boscoses, molta gent coneix un o dos tipus de fongs locals que han estat recol·lectats i consumits durant generacions, així com usats en la cuina regional. A Itàlia i França, per exemple, algunes varietats de Boletus edulis (porcini en italià, cèpe en francès) han estat recol·lectades i consumides des d'almenys l'època romana. Aquests fongs són membres del gènere Boletus, que pot ser identificat en part pel fet que tenen porus en lloc de làmines, característica present en pocs bolets verinosos similars.
En algunes regions d'Europa els bolets no es consumeixen, però en unes altres, com Finlàndia, Escandinàvia i Rússia, que han sofert tradicionalment d'escassetat de queviures en els hiverns, existeix un ampli coneixement local sobre els bolets comestibles i aquestes constitueixen una part destacable de la seva cuina. No obstant això, molts entusiastes dels bolets es limiten a recollir només les fàcilment recognoscibles, com els Cantharellus i boletus, evitant els agàrics de mosca. La falsa múrgola (Gyromitra esculenta) es diu sovint el «fugu de la cuina finesa» i no sense raó: és mortalment verinosa crua, però deliciosa quan es prepara adequadament.
Com s'ha esmentat, no obstant això, els espècimens que tinguin aspectes semblants a bolets comestibles locals poden ser varietats mortals en altres zones, per la qual cosa no han de recol·lectar-se sense un bon coneixement de la biota local. Per exemple, la deliciosa prima (Cantharellus) es consumeix àmpliament a Escandinàvia, on no hi ha risc de confondre-la amb espècies verinoses. No obstant això, se sap que a Amèrica del Nord aquest fong de terra ha estat confós amb el bolet d'olivera (Omphalotus illudens), que creix en el sòl on hi ha fusta en putrefacció enterrada. També hi ha informes recents de confusió entre el bolet dels cementiris (Volvariella speciosa), una espècie comestible popular a Àsia, i la cicuta verda (Amanita phalloides), una espècie verinosa mortal a Amèrica del Nord i Europa.
Un altre problema freqüent sorgeix del fet que les amanites pudents (Amanita virosa) en formació s'assemblen molt al conegut xampinyó, molt consumit. Aquesta similitud entre totes dues espècies és la causa de diverses morts a l'any només a Escandinàvia.

## Consells i recomanacions
L'època de tardor és època de bolets i, en conseqüència, incrementa el risc d'intoxicacions. Hi ha tota una sèrie de recomanacions pels aficionats a collir bolets. Tot seguit, s'esmenten algunes de les recomanacions.
- Rebutgen els exemplars trencats, florits o en mal estat.
- Collir només els bolets d'espècies comestibles. Important, saber identificar del cert que és l'espècia que coneixement. Davant el dubte no collir-los mai.
- Les alteracions meteorològiques, com la pluja o glaçada. poden alterar la coloració dels bolets i la seva ornamentació. Cal anar alerta.
- Cal transportar-los en un cistell airejat i rígid
- Cal conservació al frigorífic o congelats
- Consumir bolets cuits preferiblement
- Consumir-los el més aviat millor després de la collita

La intoxicació per bolets és un problema de salut pública i, com a tal, s'ha d'intentar fer educació a la població pel que fa a la collita de bolets i al seu consum. Una bona educació sanitària farà disminuir el risc de les intoxicacions.

## Mites i tradicions populars
No hi ha cap regla per identificar si un bolet és tòxic o és comestible. Hi ha molts mites que són falsos que cal evitar. Alguns d'aquests són: el bolet tòxic té mal gust, els insectes eviten els bolets tòxics o l'arròs es torna vermell si el bullim amb un bolet tòxic. Totes aquest creences populars poden portar a l'error i fer que les intoxicacions incrementin.
Per collir bolets s'ha de tenir una bona experiència i coneixement. Davant del dubte, mai s'ha de collir el bolet i, molt menys, consumir-lo.

## Casos notables d'enverinament
- Siddhartha Gautama (conegut com a Buda), segons algunes fonts, va poder morir enverinat per bolets al voltant de ~479 aC.,[13] encara que aquesta afirmació no ha estat acceptada universalment.[14]
- Es diu que l'emperador romà Claudi va morir enverinat amb el bolet de la mort. No obstant això, aquesta història va aparèixer uns dos segles després dels fets, i fins i tot és discutible que Claudi fos assassinat.[15]
- L'autor de best-sellers Nicholas Evans (autor de per exemple L'home que xiuxiuejava als cavalls) va ser enverinat (però va sobreviure) després de menjar Cortinarius rubellus.[16][17]
- Els pares del físic Daniel Gabriel Fahrenheit, creador de l'escala de temperatura Fahrenheit, van morir a Danzig el 14 d'agost de 1701 per ingerir accidentalment bolets verinosos.[18]
- El compositor Johann Schobert va morir a París en 1767, juntament amb la seva dona, tots els seus fills menys un, la seva criada i quatre coneguts, després d'insistir que uns certs bolets verinosos que havien recollit eren comestibles, en contra de l'advertiment exprés dels cuiners de dos restaurants diferents dels quals havia portat els bolets.[19]
- Al juliol de 2023, quatre persones en Korumburra, Austràlia, van emmalaltir violentament després de consumir carn de vedella Wellington que se sospitava que contenia Amanita phalloides. Tres dels quatre comensals van morir posteriorment, i un va sobreviure, rebent més tard un trasplantament de fetge.[20]
- L'agost de 2023, el professor Vitaly Melnikov, de 77 anys, que havia dirigit el Departament de Sistemes de Coets i Naus Espacials de Moscou en RSC Enérguia (principal fabricant rus de naus espacials), va emmalaltir greument de manera sobtada i posteriorment va morir després de menjar bolets no comestibles.[21]